# Драгољуб Триндић
Драгољуб Триндић (Чучуге, Уб, 10. јануар 1969) српски је сликар.
Сликарством се бави од 1980. године. Слика мотиве свога завичаја пејзаже, мртве природе , портрете и иконе. Председник је Удружења ликовних уметника Тамнаве Спектар са Уба и члан је Српског научног центра из Београда. Запослен је у дечјој обући Полино у Београду. Живи у Београду а сликарством се бави у слободно време.

## Лирско сликарство
Драгољуб Триндић је ликовно лирска младица Тамнаве. Он је самоникли уметник, који се није родио како навика налаже, већ је избијао као каћун, или шефтелија, као што избијају воде у кладенцима и мајкама. Већину онога што се у сликарству учи и годинама доучава Триндић је добио као дар кроз боју мајчиног млека. Учитељи су га касније учили ликовним разликама. Већ у првим цртежима и боја дисањима се видело да ће тај самоникли младар надрасти завичајни атар, што се и догодило.
У Тамнави самониклост је нормална појава, као што су свици и сумрачја,
Као што су росе и поплаве као што су виле и облачја. Зар има лепше слике и шаре од оних савијутака на кошуљи и хаљини које су исцртане грљењем? Нема. Те шаре се рађају у дамарима лирски сликара и вајара, као што су Јанко Брашић, Илија Босиљ, Драгиша Станисављевић, Богосав Живковић па и Драгољуб Триндић и ако није калем тих самониклих. Триндићеве фантазије се изучавају код биљарица и видарица, а налазе се у бајалицама и хлебовима. Катедра за то учење је смештена у воденици и празничном дану, и што је најважније у стрпљењу.
Триндић је стрпљив сликар , свестан себе и својих могућности, а то је најбољи темељ сликара у његовим сликама. У Тамнави и молери имају своју академију, јединствену у Србији а тиме и у свету. На тој академији предају Маринко Илић и Љуба Циганин.
У Тамнави је сликање љубавна работа, као што је калемљење воћа и женскиња, то је понекад религиозна рукотворина од бога богомиљеницима дата. У Тамнави сликар добром човеку поклони слику и за то му није потребан неки важнији и већи разлог, само се у том крају доброта сматра важнијим платежним средством од злата- тамо су људи од хлеба. Триндић је својим сликарским умећем надрастао свој атар, а добротом ће временом– јер је теже бити човек од сликара. Човечност је једини терет који исправља човека, а Триндић се види из далека. Ко је посматрао јабланове у равници лакше ће ме разумети. Можда и није тако, можда и јесте. Ако и није, ако и јесте, гост нам је, па је због тога a и да није гост било би некако тако.
Драгољуб је сликар од чијих платана могу да се сашију пелене и кошуље. У пеленама осликаним зимама ни тић не би назебао а камоли дете и бешика. У његовим кошуљама од тамнавски пејзажа ничу синови и ћери, сунца и сунцокрети, а богами се понекад и близне. Његове слике неколико дана ће боравити на Златибору, Златибор ће Тамнавом мирисати.

## Изложбе
Колективне изложбе има од 1995. и то у:
Убу, Ваљеву, Лозници, Мионици, Љигу, Београду, Зрењанину, Јагодини, Ћуприји, Лајковцу, Златибору;
Самостално излагао:
- Пожаревац- 2000. год
- Уб- 2001.год
- Ћуприја- 2001. год
- Златибор- 2001. год, 2008 .год
- Севојно- 2001.год
- Косјерић- 2001.год
- Ариље- 2001.год
- Љиг- 2005. год
- Ужице- 2007. год
- Београд- 2013. god.
- Пећинци - 2013. 2015, 2018 i 2020. god.[2]